# Jim Vallance
James Douglas "Jim" Vallance (Chilliwack, 31 de mayo de 1952) es un músico, compositor, arreglista y productor canadiense.

## Carrera
Es conocido por haber sido el socio en la composición de muchas de las canciones más famosas del músico canadiense Bryan Adams. Inició su carrera musical como baterista de la agrupación Prism bajo el seudónimo "Rodney Higgs." Además de Adams, Vallance ha escrito canciones para muchos artistas de renombre internacional como Bonnie Raitt, Aerosmith, Carly Simon, Rod Stewart, Roger Daltrey, Tina Turner, Alice Cooper, Ozzy Osbourne, Kiss, Scorpions, Anne Murray y Joe Cocker. Se retiró de la industria de la música en 2005.